# Hugh D. Merrill
Hugh Davis Merrill (* 20. Dezember 1877 in Franklin, Heard County, Georgia; † 5. Januar 1954 in Anniston, Alabama) war ein US-amerikanischer Politiker und Rechtsanwalt.
Hugh Merrill besuchte Schulen in seiner Heimatstadt Franklin und in Edwardsville, Alabama. 1897 erhielt er am Oxford College seinen Bachelor of Arts und studierte danach bis 1898 an der University of Alabama. Anschließend arbeitete Merrill bei seinem Vater in Edwardsville als Anwalt.
Zwischen 1900 und 1901 war er ein Mitglied der Verwaltung im Cleburne County. Im Jahr 1902 zog er mit seinem Vater nach Anniston, Alabama, wo er sechs Jahre später mit seinem Bruder, dem Senator W. B. Merrill, eine Partnerschaft begründete. Zu diesem Zeitpunkt war er bereits seit zwei Jahren Rechtsanwalt der Stadt Aniston. Ab 1910 etablierte er sich auch politisch und zählte von 1912 bis 1920 zum Führungskreis der Demokratischen Partei. Er gehörte dem Repräsentantenhaus von Alabama an und fungierte zeitweise als dessen Speaker. 1930 wurde er zum Vizegouverneur des Staates Alabama gewählt. Er trat dieses Amt im folgenden Jahr an und bekleidete es bis 1935.
Hugh Merrill war seit dem 27. Dezember 1906 mit Martha Chitwood verheiratet. Aus der Ehe ging ein Kind, Ralf Merrill, hervor.